# Nja Kunda
Nja Kunda (Schreibvariante: Njaba Kunda, Njia Kunda oder Njaba) ist eine Ortschaft im westafrikanischen Staat Gambia.
Nach einer Berechnung für das Jahr 2013 leben dort etwa 2010 Einwohner. Das Ergebnis der letzten veröffentlichten Volkszählung von 1993 betrug 2162.

## Geographie
Nja Kunda liegt an der North Bank Road ungefähr 20 Kilometer östlich von Kerewan und 34 Kilometer westlich von Farafenni entfernt. Der Ort, in der North Bank Region im Distrikt Central Baddibu, liegt am nördlichen Ufer des Gambia-Flusses. Vom Ort führt eine Straße, neun Kilometer nach Süden nach Salikenne.